# Enantiopoda
Enantiopoda – wymarły rząd łopatonogów opisany po raz pierwszy przez Jakowa Awadewicza Birszteina w 1960 roku. Jest to takson monotypowy, ponieważ należy do niego tylko jeden podtakson: rodzina Tesnusocarididae.